# روگوزارسکی آی‌کی-۳
روگوزارسکی آی‌کی-۳ (به انگلیسی: Rogožarski_IK-3) یک هواگرد از نوع هواپیمای جنگنده ساخت شرکت Rogožarski A.D است. هواگرد روگوزارسکی آی‌کی-۳ نخستین پروازش را در late May 1938 میلادی انجام داد. این هواگرد در سال 1940 میلادی رسماً معرفی گردید. در مجموع، تعداد ۱۳ فروند از این هواگرد ساخته شده‌است.
طراح این هواگرد، Kosta Sivčev, Ljubomir Ilić, Slobodan Zrnić بود.